# Carl Hatzig
Carl F. Hatzig (auch: Karl F. Hatzig; * 8. April 1838 in Köln; † 28. Februar 1914) war ein deutscher Apotheker, Verbandsfunktionär und Unternehmer in der afrikanischen Kolonie Deutsch-Ostafrika.

## Leben
Carl Hatzig wurde 1838 im preußischen Rheinland geboren und besuchte in seiner Geburtsstadt Köln das dortige Gymnasium. Am 1. April 1856 trat er als Lehrling in die Apotheke in Groß-Mühlingen ein. 1862 bis 1863 diente er ein Jahr als Militärapotheker und ging anschließend zum Studium der Pharmazie nach Berlin, wo er im Dezember 1864 seine Staatsprüfung bestand. Später nahm er an einem Feldzug Preußens teil.
Während der Gründerzeit des Deutschen Kaiserreichs erhielt Carl Hatzig im Jahr 1880 die Konzession zum Betreiben der Löwen-Apotheke in Hannover und wurde bald „einer der bekanntesten und angesehensten Hannoverschen Apotheker“.

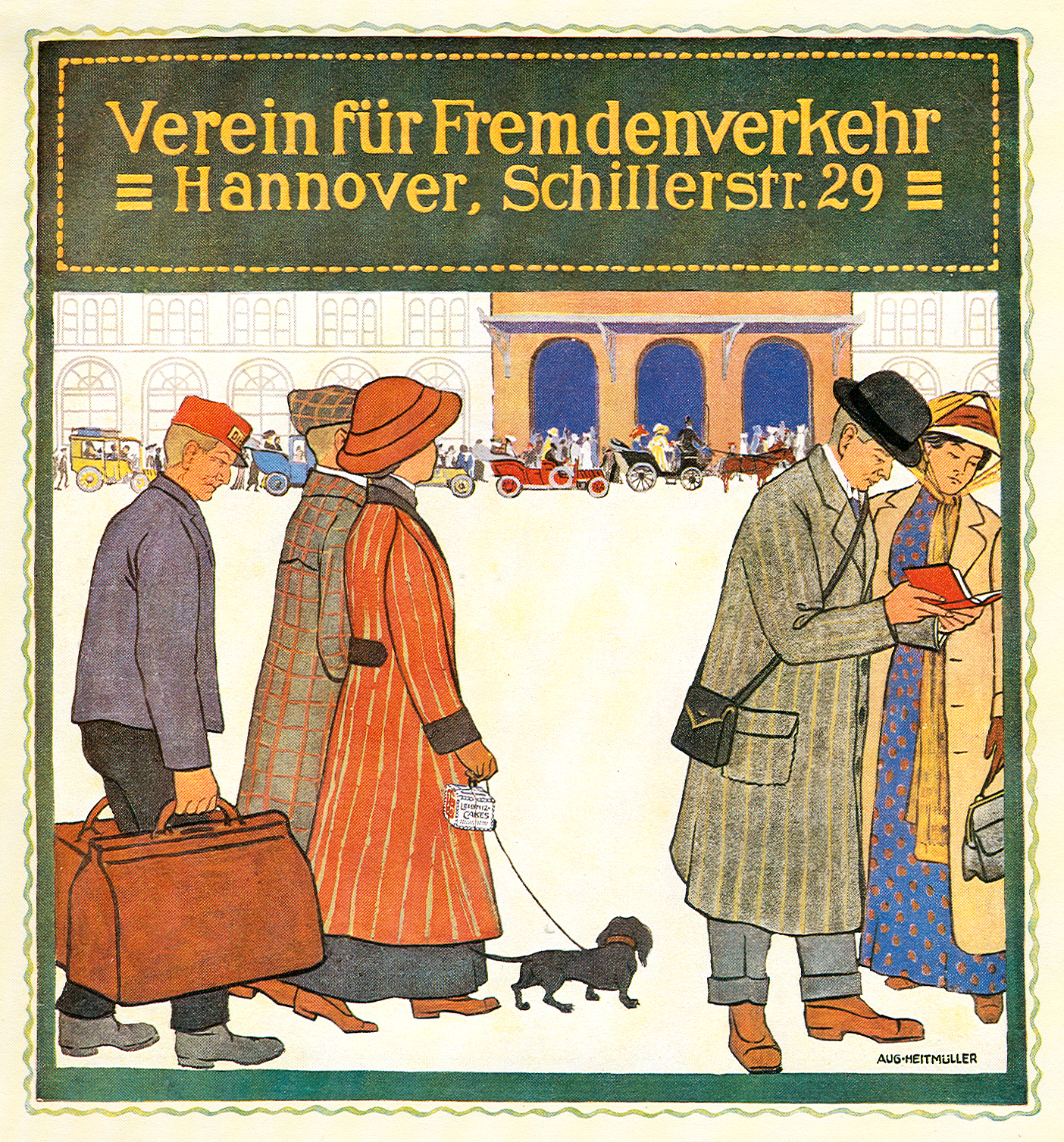
Um 1910: Anzeige des von Hatzig initiierten Vereins für Fremdenverkehr mit Werbung für Leibniz-Cakes des Grafikers August Heitmüller

1883 war Hatzig zunächst der maßgebliche Gründer und dann auch erster Vorsitzender des Vereins für Fremdenverkehr und Verschönerung von Hannover e.V., später gefolgt von dem hannoverschen Senator Gustav Fink.
Die Mitglieder des hannoverschen Apothekervereins wählten Hatzig zu ihrem Vorsitzenden. Viele Jahre gehörte er auch dem Vorstand der Hannoverschen Apothekenkammer an. Zudem war er Mitglied im Aufsichtsrat mehrerer Gesellschaften der Industrie.
Anlässlich seines 50-jährigen Berufsjubiläums am 1. April 1906 druckte die 27. Ausgabe der Pharmazeutischen Zeitung des Jahres Hatzigs Lebenslauf nebst einem Porträt des Jubilars.
Ebenfalls 1910, nach seiner Bewerbung von Homburg vor der Höhe aus, wo ein Mitglied der Familie Hatzig schon zuvor die Villa Voigt des Hoffotografen Thomas Heinrich Voigt in der Kaiser-Friedrich-Promenade 61 bewohnte, gründete Carl F. Hatzig in der Stadt Tabora im Inneren der damals deutschen Kolonie Deutsch-Ostafrika das sogenannte „Tabora-Magazin“, eine Apotheke mit Warenhaus in Tabora.